# 聖洛朗斯德曼山

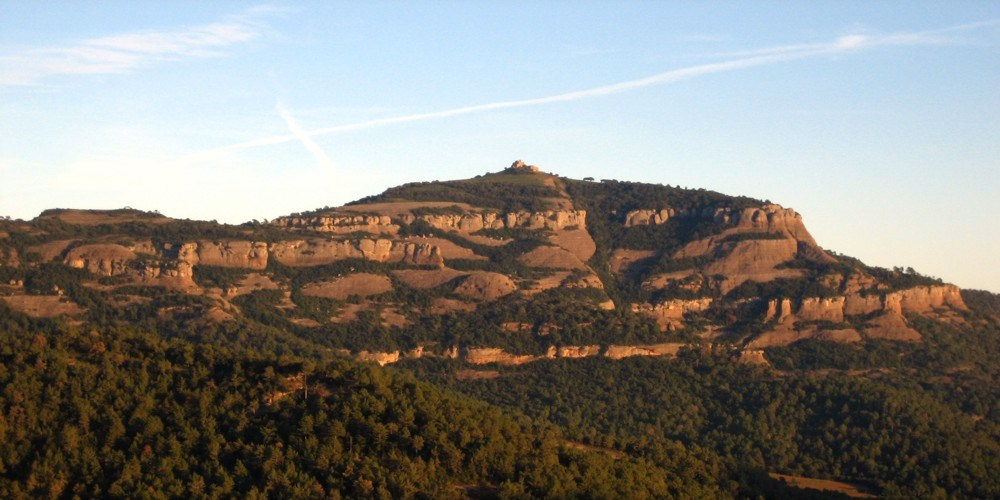

41°38′29″N 02°01′05″E / 41.64139°N 2.01806°E
聖洛朗斯德曼山，是西班牙的山峰，位於該國東北部加泰羅尼亞，屬於加泰羅尼亞前海岸山脈的一部分，海拔高度1,104米，山體由礫岩組成1。